# Louis de Rohan

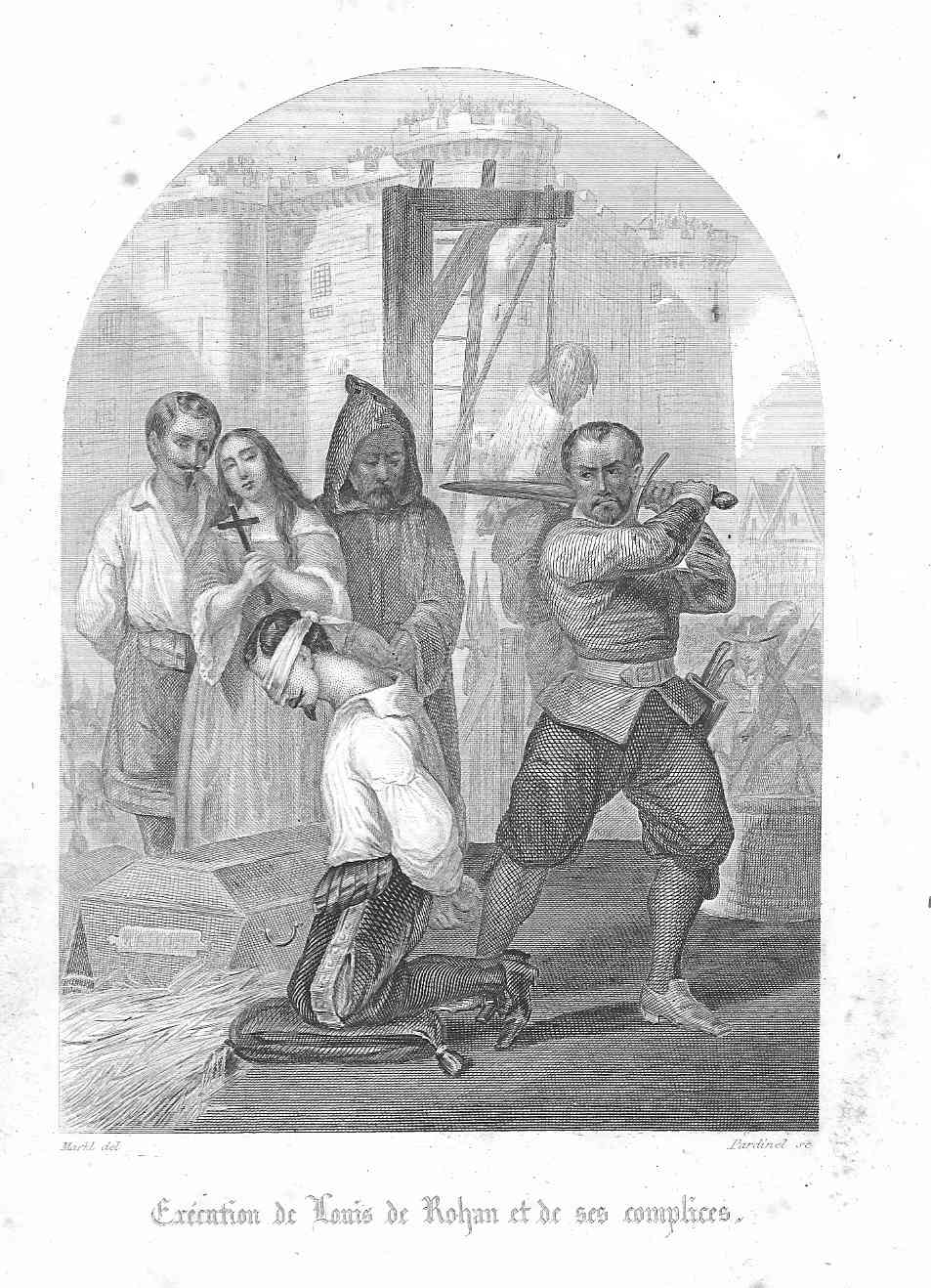
De executie van Louis de Rohan

Louis de Rohan-Guémene (ook de le Chevalier de Rohan) (1635 - Parijs, 27 november 1674) was de jongere  zoon van Lodewijk VIII de Rohan, hertog van Montbazon en Anne de Rohan, prinses van Guéméné.

## Biografie
Reeds op 20-jarige leeftijd was Rohan grootjagermeester van Frankrijk (Grand Veneur de France), daarna gardekolonel aan het hof van Lodewijk XIV. Zijn functie van grootjagermeester moest hij later opgeven, omdat hij bij de vlucht van de koninklijke maîtresse, Maria Mancini was betrokken.
Hij nam deel aan de oorlog tegen Spanje (1654-1659) en vanaf 1672 ook aan de Hollandse oorlog. Diep in de schulden begon hij 1674 met zijn adviseur Gilles du Hamel de Latréaumont (La Truaumont, 1627 in Parijs) een moordcomplot. Hij wilde de koning, Lodewijk XIV, door diens minderjarige zoon, Lodewijk van Frankrijk (1661-1711) vervangen. Tegelijkertijd moest er in Normandië een republiek worden uitgeroepen. Louis de Rohan, verzekerde zich van de steun van de Republiek der Zeven Verenigde Nederlanden, die in de stad Quillebeuf-sur-Seine (waar Rohan gouverneur was) aan land zouden gaan.
Het complot werd door de koninklijke musketier Jean Charles du Cauzé de Nazelle (* 1649) aan het licht gebracht. De musketier logeerde in Picpus in het pension van Maitre Affinius van den Enden (geboren 1601) Du Cauzé de Nazelle verwonderde zich over het bezoek van een hoog geplaatst persoon als Rohan in een familiepensioen in een Parijse voorstad. Van den Enden was ook betrokken bij de samenzwering. Hij zou de Republikeinse Grondwet voor Normandië ontworpen hebben en hij diende de onderhandelingen met de Hollanders te voeren. 
Op 31 augustus 1674 informeerde Du Cauzé de Nazelle minister Louvois. Op 11 september 1674 werd Rohan door manschappen van de Parijse luitenant-generaal van politie Gabriel Nicolas de la Regnie onder het bevel van gardemajoor Brissac gearresteerd, toen hij de mis in het Paleis van Versailles verliet. Latréaumont werd door dezelfde Brissac in Rouen gedood. Ook gearresteerd werden de Chevalier de Préaux (een neef van Latréaumonts) en diens maîtresse, de markiezin de Villars (Villiers).
Rohan werd naar de Bastille gebracht en wegens majesteitsschennis ter dood veroordeeld. Hij werd in tegenstelling tot zijn mede-samenzweerders niet aan folteringen onderworpen. Louis de Rohan, Preaux en de markiezin de Villiers werden op 27 november 1674 bij de ingang van de Bastille in de Rue Saint-Antoine onthoofd. Van den Enden werd opgehangen. 
Zijn eigendommen werd in beslag genomen, maar later aan zijn moeder teruggegeven.
Voltaire schreef over deze samenzwering: "Het was meer een slechte aanzet voor een laf verraad dan een samenzwering" (Ce fut plus une lâche trahison mal ourdie qu'une conspiration.)

## Voetnoten
1. ↑   Affinius van den Enden wordt soms gelijkgesteld met Franciscus van den Enden, de leraar van Baruch Spinoza.
2. ↑   Pierre Benjamin Lafaye, Dictionnaire des synonymes de la langue française, 1858.